# چیهارو اوگیوارا
چیهارو اوگیوارا (انگلیسی: Chiharu Ogiwara؛ ۱۳ فوریهٔ ۱۹۵۷ – ۲۰ ژوئن ۲۰۲۴) بوکسور اهل ژاپن بود.
اوگیوارا در ۲۰ ژوئن ۲۰۲۴، در سن ۶۷ سالگی در استان سایتاما، ژاپن درگذشت.